# Westport, Indiana
Westport är en ort i Decatur County i delstaten Indiana, USA.